# Mordet på James Bulger
James Patrick Bulger, född 16 mars 1990 i Liverpool, Merseyside, död (mördad) 12 februari 1993 i Walton, Liverpool, Merseyside, var en tvåårig brittisk pojke som rövades bort och misshandlades till döds av två äldre pojkar 1993.

## Mordet
Fredagen den 12 februari 1993 befann sig Jon Venables (född 13 augusti 1982) och Robert Thompson (född 23 augusti 1982) på varuhuset New Strand Shopping Centre i norra Bootle i Liverpool. Ett flertal övervakningskameror registrerade de 10-åriga pojkarna som skolkade från skolan. Under dagen stal de olika varor, bland annat godis, en trolldocka, batterier och en burk med blå modellfärg. En av pojkarna medgav senare att de i varuhuset letade efter ett barn att röva bort och döda.
På fredagseftermiddagen åkte James Bulger med sin mor Denise från Kirkby till New Strand Shopping Centre för att handla. Omkring klockan 15:40 upptäckte modern att James var borta. Venables och Thompson hade lockat med sig honom, när modern för en kort stund var inne i en charkuteriaffär. En stillbild från en övervakningskamera anger tiden 15:42 då Venables och Thompson går ut ur varuhuset med Bulger. På bilden ses Venables hålla Bulgers högerhand, medan Thompson går framför dem.
De två pojkarna tvingade med sig Bulger på en drygt fyra kilometer lång promenad i Liverpool. Vid Leeds and Liverpool Canal höll de upp Bulger och släppte honom på huvudet, varvid han ådrog sig ansiktsskador. Under vandringen sågs pojkarna av 38 personer. Media kom att kalla dem för "Liverpool 38". Bulger hade en bula i pannan och grät, men de flesta av vittnena ingrep inte, då de antog att Bulger var Venables och Thompsons yngre bror. Två personer konfronterade pojkarna, men de ljög och sade att Bulger var deras yngre bror eller att de hade påträffat Bulger irrande omkring och var på väg till närmaste polisstation.
Efter att ha gått ett stycke längs Church Road i Walton bar pojkarna upp Bulger på ett järnvägsspår nära den nedlagda Walton & Anfield railway station, strax öster om Walton Lane. Här fortsatte pojkarna att misshandla Bulger. En av dem skvätte blå modellfärg i Bulgers vänstra öga. De sparkade honom, kastade tegelstenar och stenar på honom och slog honom i huvudet med en järnstång. Järnstången beskrevs under rättegången som någon typ av skarvjärn. Venables och Thompson skall även ha lagt batterier i Bulgers mun. Polisens utredare misstänkte, att brottet hade en viss sexuell anstrykning, då pojkarna hade tagit av Bulgers skor, strumpor, byxor och kalsonger. Rättspatologen Alan Williams vittnade om att Bulgers förhud var skadad.
Innan Venables och Thompson lämnade spårområdet, lade de Bulger över ett järnvågsspår så att ett tåg skulle köra över honom och få det hela att se ut som en olycka. Bulger dog kort efteråt, innan ett tåg körde över hans döda kropp och delade den vid midjan. Rättspatologen vittnade om att Bulger var död, innan tåget körde över honom. Bulgers illa tilltygade kropp påträffades två dagar senare, söndagen den 14 februari. 

## Reaktioner
Mordet väckte raseri i England, och brittisk press beskrev tioåringarna som monster. Än idag är det många som hävdar att de båda bör avrättas och på Facebook har ett flertal klubbar startats för att spåra och hänga ut mördarna.
Massmedia spekulerade i orsakerna till hur två unga pojkar kunde slå ihjäl ett värnlöst barn. Vissa trodde att det berodde på avtrubbning till följd av omfattande tittande på underhållningsvåld. Andra menade att det berodde på en svår uppväxt. Polisen gick bland annat igenom exakt vilka filmer pojkarnas familjer tittat på veckorna före mordet. Media tog speciellt fasta på att en av dem sett skräckfilmen Den onda dockan 3 samma vecka som mordet ägde rum. Det finns tydliga likheter mellan mordet på Bulger och några av filmens scener. Även den dåvarande brittiska premiärministern, John Major, deltog i diskussionen; han menade att vi måste "förstå mindre och fördöma mer".
När de båda pojkarna 2001 frigavs efter åtta år i fängelse uppgav de båda att de ångrade sig djupt. På grund av en hotbild från allmänheten gavs de båda nya hemliga identiteter. Domaren Elizabeth Butler-Sloss menade att de båda svävade i fara och riskerade att attackeras av släkt och vänner till Bulger. Bland annat har Bulgers pappa sagt att han kommer att hämnas om han hittar de båda tonåringarna. Medier protesterade mot förbudet att rapportera om Venables och Thompsons nya liv.
Fallet James Bulger har ofta jämförts med fallet Silje Redergård i Trondheim, Norge. Den femåriga flickan slogs ihjäl av två sexåriga pojkar 15 oktober 1994. De tog av henne kläderna och lämnade henne att dö. Bilderna och namnen på pojkarna lämnades aldrig ut och de dömdes inte som vuxna, till skillnad från Jon Venables och Robert Thompson. De norska tidningarna skrev inga sensationella reportage och det fanns inget hat bland befolkningen.
Engelska tabloider skriver fortfarande om James Bulgers mördare och anser att de bör sitta i fängelse. Kvällstidningarna anser också att de bör ställas inför offentlig rättegång när de har begått nya brott.

## Ny fängelsedom
I början av mars 2010 återvände Jon Venables till fängelse efter att ha brutit emot reglerna som gällde för hans fortsatta frigång. När båda förövarna släpptes fria år 2001 fick de en så kallad "life license" som innebär att de båda måste hålla sig till ett antal hårda regler. Bryts någon av reglerna åker den som bryter mot dem i fängelse igen under obestämd tid.
Jon Venables erkände sig den 23 juli 2010 skyldig till att ha laddat ner och spridit grov barnpornografi.
I februari 2018 dömdes Jon Venables återigen för grovt barnpornografibrott, denna gång till 40 månaders fängelse.

## Filmer
- Detainment, kort dramafilm från 2018 om mordet
- James Bulger: The New Revelations, dokumentärfilm från 2018

## Pjäs
- De onda, pjäs från 2006 av Niklas Rådström ISBN 91-976142-0-3